# 1984年夏季残疾人奥林匹克运动会日本代表团
1984年夏季残疾人奥林匹克运动会日本代表团是日本派出的1984年夏季残疾人奥林匹克运动会代表团。获得9枚金牌、7枚银牌和8枚铜牌。